# Huta, Nemîriv
Huta (în ucraineană Гута) este un sat în comuna Vîșcea Kropîvna din raionul Nemîriv, regiunea Vinnița, Ucraina.

## Demografie
Componența lingvistică a localității Huta
     Ucraineană (100%)
Conform recensământului din 2001, toată populația localității Huta era vorbitoare de ucraineană (100%).